# Il viaggio celeste di Gian Pieretti
Il viaggio celeste di Gian Pieretti è il secondo album del cantante italiano Gian Pieretti, pubblicato nel dicembre del 1969.

## Tracce
Testi di Pieretti, musiche di Gianco, eccetto ove indicato.
Lato 1
1. Il vento d'ottobre - 2:07
2. Quando l'alba tornerà - 2:49
3. Stanza 103 (no, cameriere) - 2:41
4. Miss Ann - 2:54
5. Una - 2:30
6. Piccolo bambino - 2:09

Lato 2
1. Quello che ho, quello che sono - 2:50
2. A naturale velocità - 2:36
3. Bam, bam, ricordando Bullit - 2:00
4. Una storia - 4:40
5. Brasiliana - a - 2:34 (Pieretti, Mussida, Gianco)
6. Celeste - 3:16

Tracce bonus CD 2018
1. Mao Mao - 2:54 (Gigli, Hugé, Sanjust)
2. In un campo di fiori - 2:27
3. Felicità - 2:30
4. Bla bla bla - 2:58 (Pieretti, Gianco, Sanjust)
5. Lei - 2:22
6. Canta ragazzo canta - 2:21
7. Celeste - 3:23
8. Ehi tu, arrangiati un po'  - 	2:40

## Produzione
- Carlo Martenet - ingegneria del suono
- Walter Patergnani - ingegneria del suono
- Franco Verneau - effetti sonori
- Natale Massara - arrangiamenti e orchestrazione
- Clara Duranti - copertina
- María Teresa Cajani - copertina